# 相簿

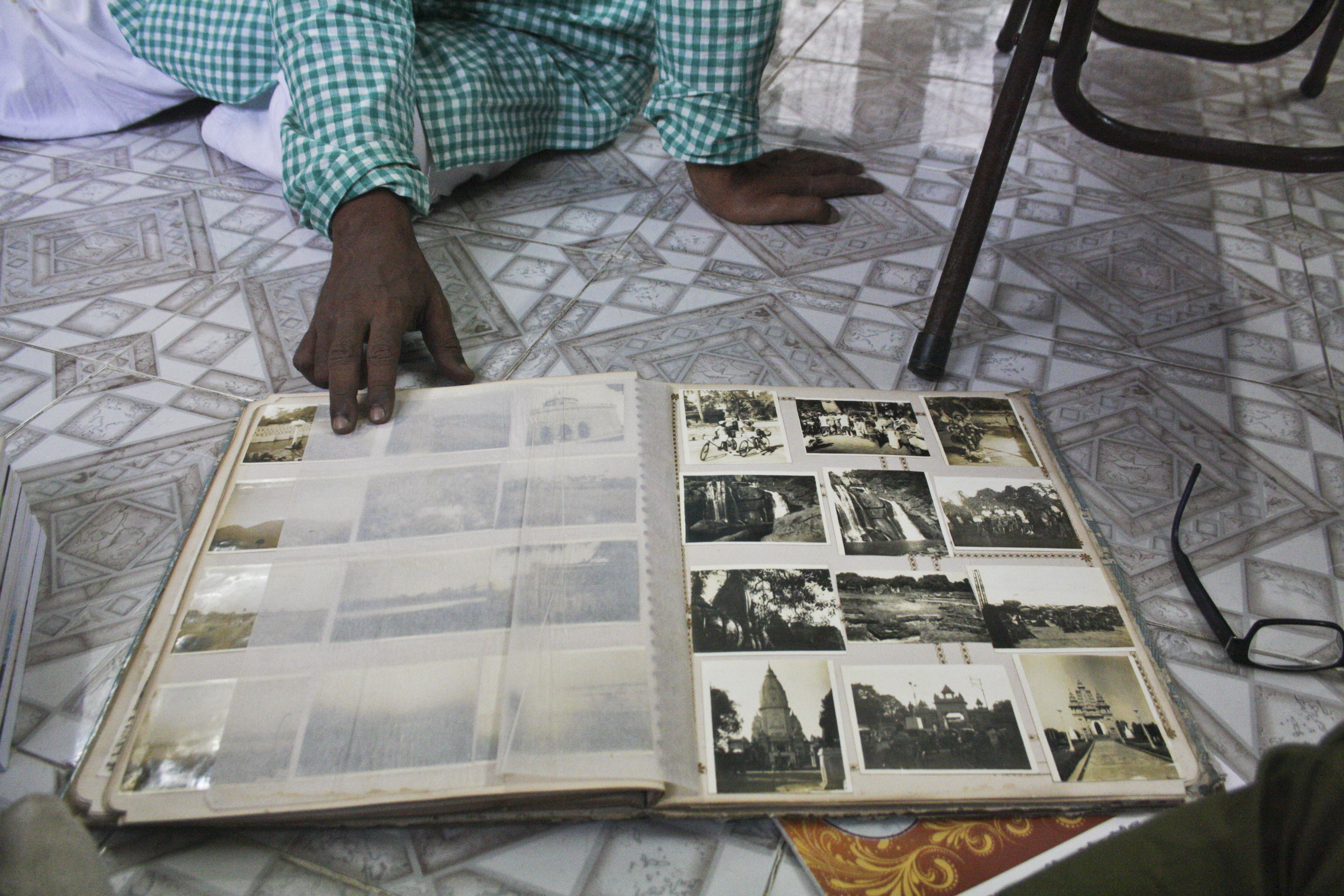
一本印度家庭里的陈年老相簿

相簿，又叫相集、相册，是指一本汇集一系列的相片的书。
傳統的相簿大致可分為三款：
第一款是黏貼式相簿，相片放在墊底的卡片上，面頭放上一張特製的黏貼膠，相片則可穩定的夾附在兩者間；
第二款是插入式相簿，預先以透明膠製成封套並貼在相簿上，相簿只需插入膠套內便可；
第三款是卡角式，先將墊底的卡紙量好位置，按照相片的尺寸大小（例如3R或是4R），根據相片的角位在卡紙上割下四條裂痕，將相片的四隻角套入裂痕內就可將相片卡在相簿內。
但近年隨著數碼相機的普及，數碼攝影的流行，相片沖印不再成為保存相片的唯一方法，人們可利用影像儲存的方式保留其所拍攝的相片，更可透過網路相簿與他人分享自己所拍攝的影像，至相館沖洗像片的機會便逐漸降低。而雖然仍有人使用持續沖洗相片並使用傳統相簿，但這個族群通常是不會上網的社會群體。
從前的曬相店，送相簿是常見的消費優惠。

## 相關
- 相架
- 數位相框